# Yanaphaqcha
De Yanaphaqcha (dit is de naam in het Quechua, in het Spaans gespeld als Yanapaccha) is een berg van 5.460 meter hoogte, die deel uitmaakt van de Cordillera Blanca in Peru. De berg ligt aan het oostelijke einde van de vallei Quebrada Llanganuco, in de provincie Yungay. De berg bevindt zich binnen het Nationaal Park Huascarán.
De naam betekent "zwarte waterval" (Quechua: yana="zwart", phaqcha="waterval"). De berg is bedekt met eeuwige sneeuw. De gebruikelijke beklimmingsroute is via de westelijke wand. Vanaf de top heeft men een uitzicht op de nabijgelegen bergen, waaronder de Pisco, de Chacraraju, de Huandoy, de Huascarán en de Chopicalqui.